# (4959) Niinoama
(4959) Niinoama es un asteroide perteneciente al cinturón de asteroides, descubierto el 15 de agosto de 1991 por Akira Natori y el también astrónomo Takeshi Urata desde la Estación Yakiimo, Shimizu-ku, Japón.

## Designación y nombre
Designado provisionalmente como 1991 PA1. Fue nombrado Niinoama en homenaje a Tokiko esposa de Kiyomori. Después de la batalla de Dannoura, se ahogó sosteniendo en sus brazos al Emperador Antoku, de siete años de edad.

## Características orbitales
Niinoama está situado a una distancia media del Sol de 3,148 ua, pudiendo alejarse hasta 3,169 ua y acercarse hasta 3,128 ua. Su excentricidad es 0,006 y la inclinación orbital 9,002 grados. Emplea 2041 días en completar una órbita alrededor del Sol.

## Características físicas
La magnitud absoluta de Niinoama es 10,9. Tiene 35,842 km de diámetro y su albedo se estima en 0,079.